# Baker Street (stacja metra)
Baker Street – największa pod względem liczby peronów stacja metra w Londynie, położona w dzielnicy City of Westminster. Jej 10 peronów obsługuje 5 linii: Bakerloo Line, Circle Line, Hammersmith & City Line, Metropolitan Line oraz Jubilee Line. Wystrój stacji nawiązuje do postaci najsłynniejszego mieszkańca Baker Street – Sherlocka Holmesa. Jego wizerunki znalazły się na wielu ścianach, a przed jednym z wejść upamiętniono go pomnikiem. Stacja leży w pierwszej strefie biletowej. Co roku korzysta z niej ok. 24 mln pasażerów.

## Galeria

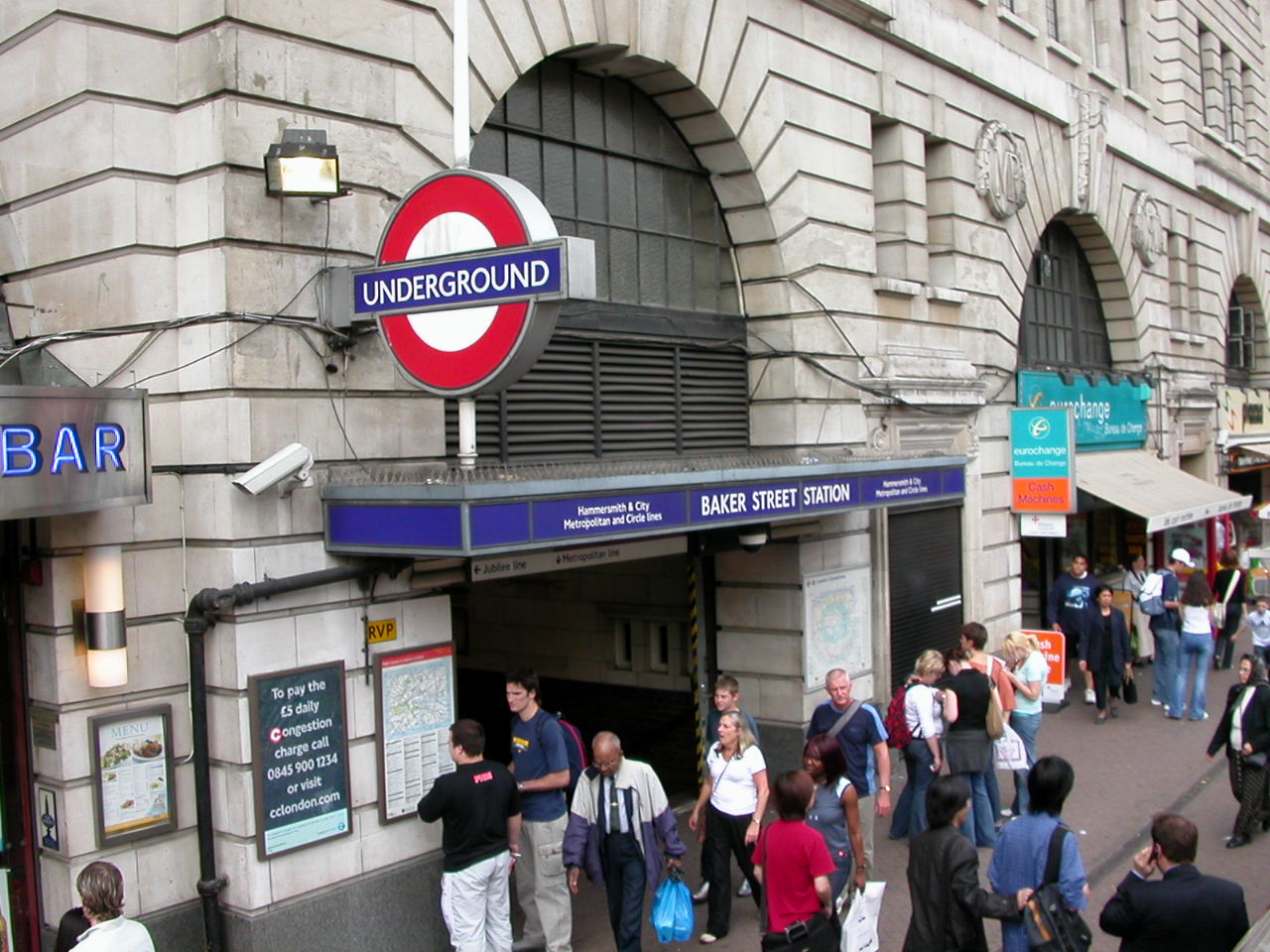
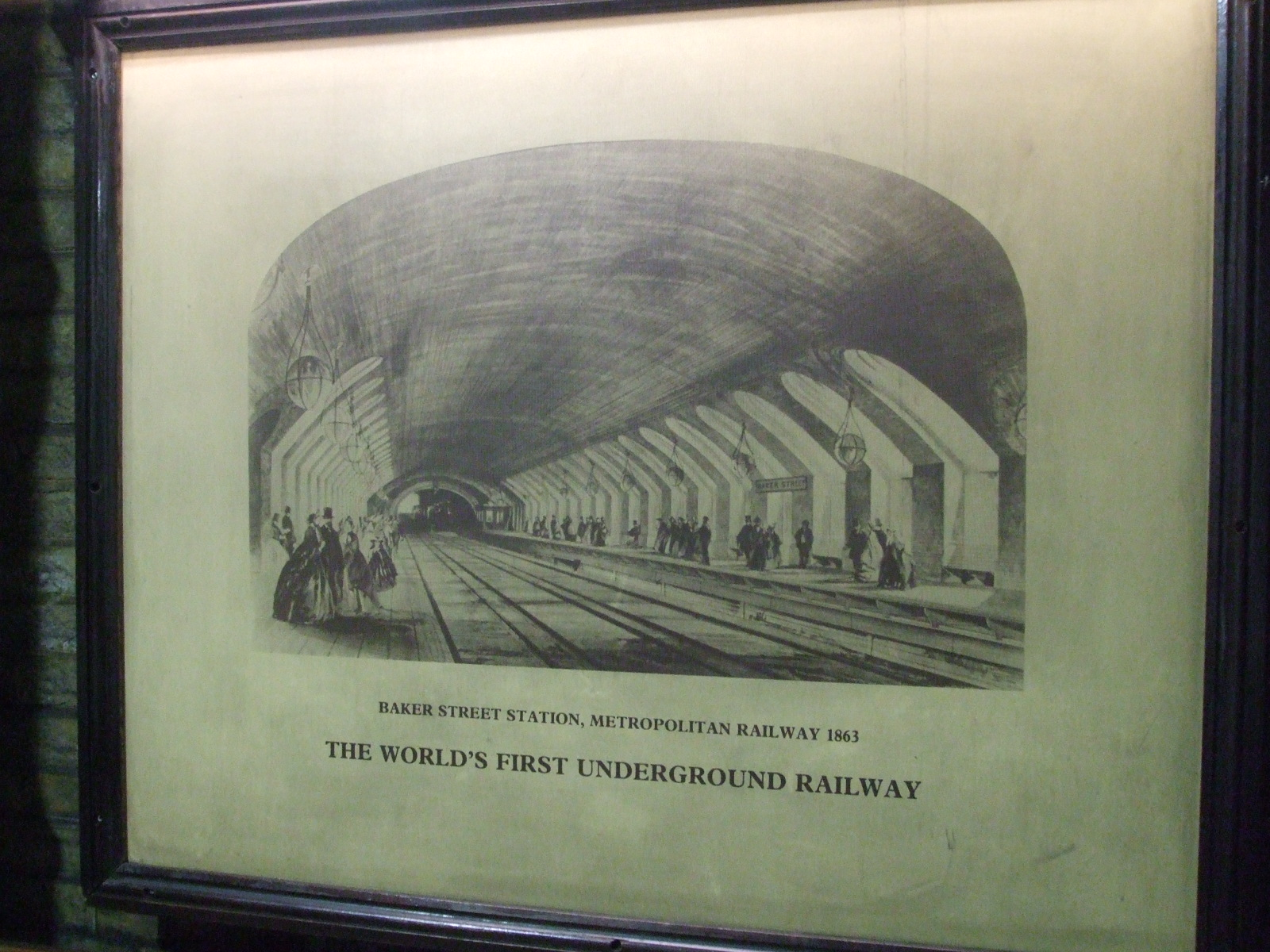
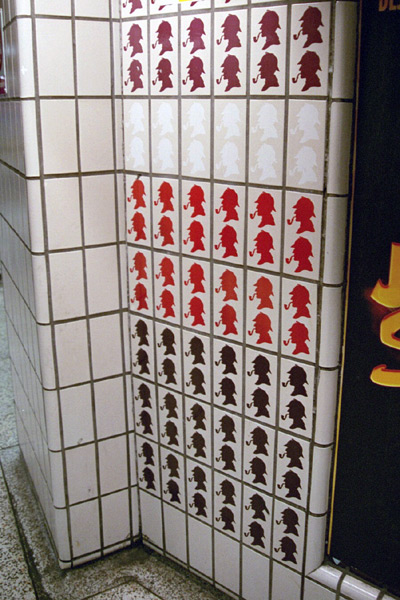
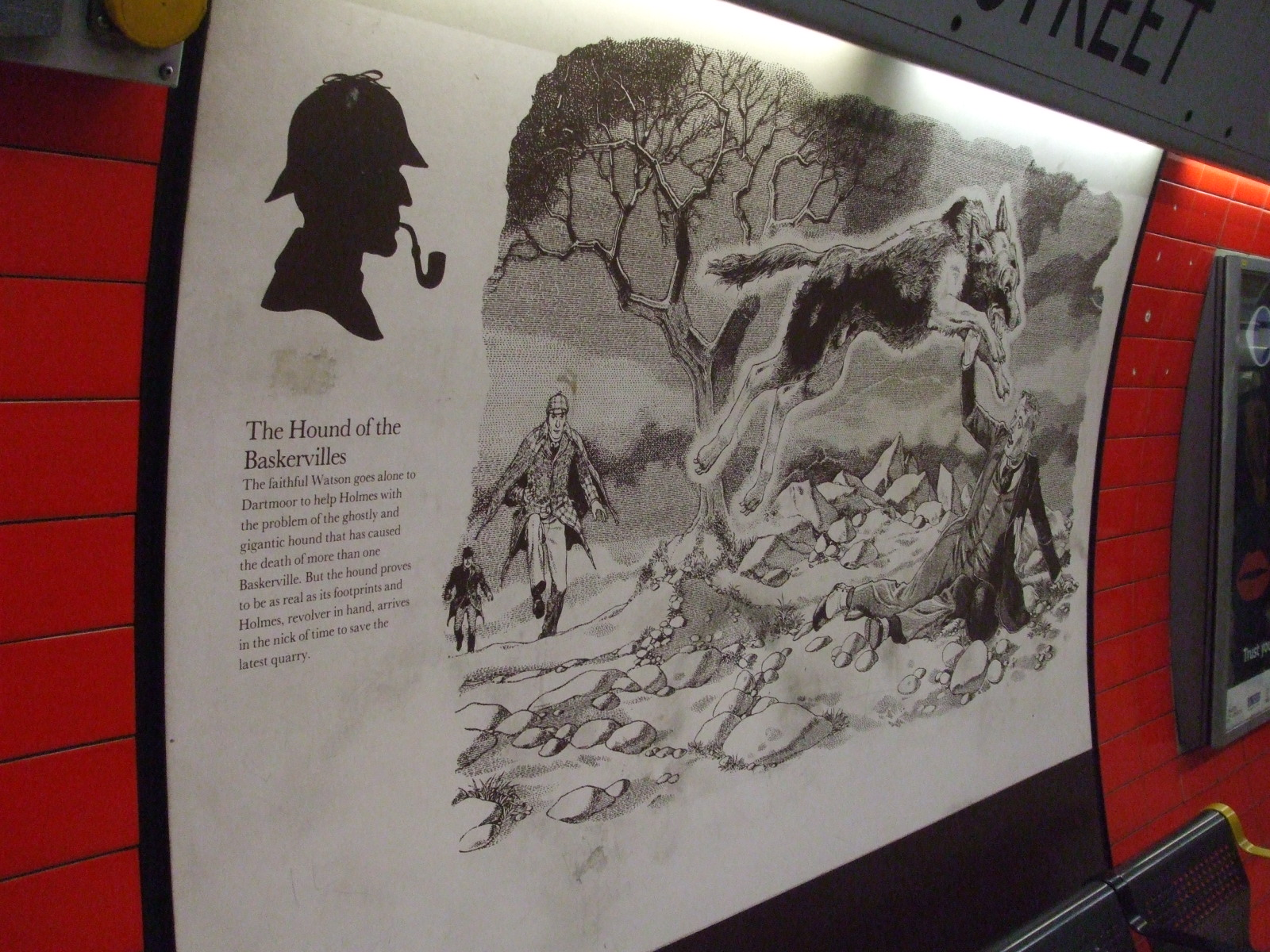
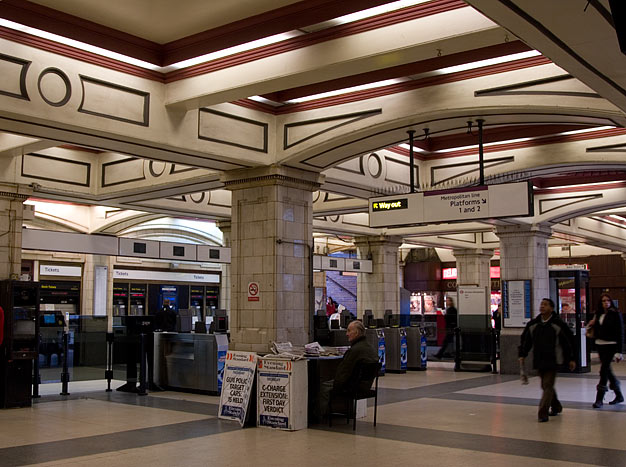
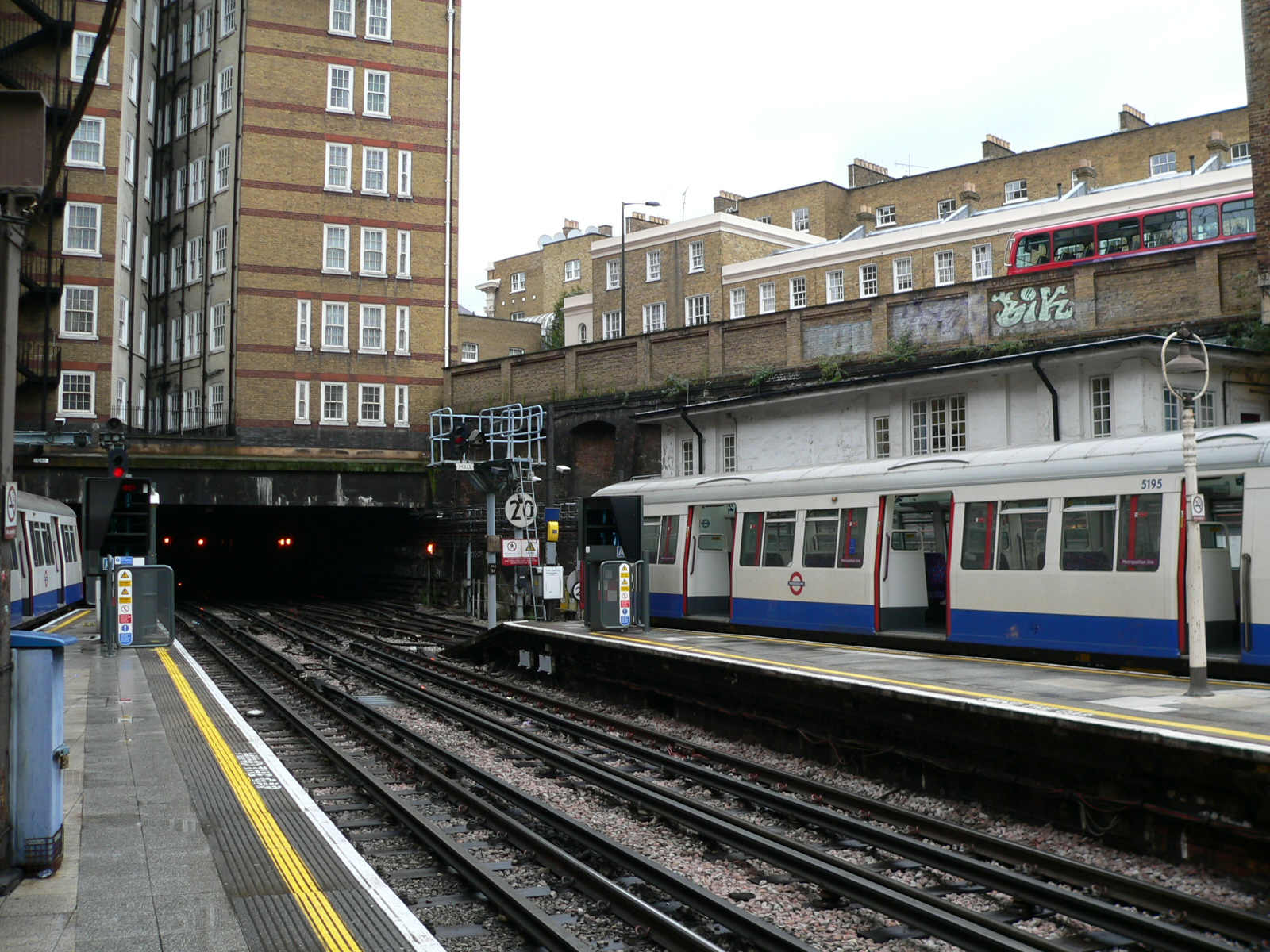
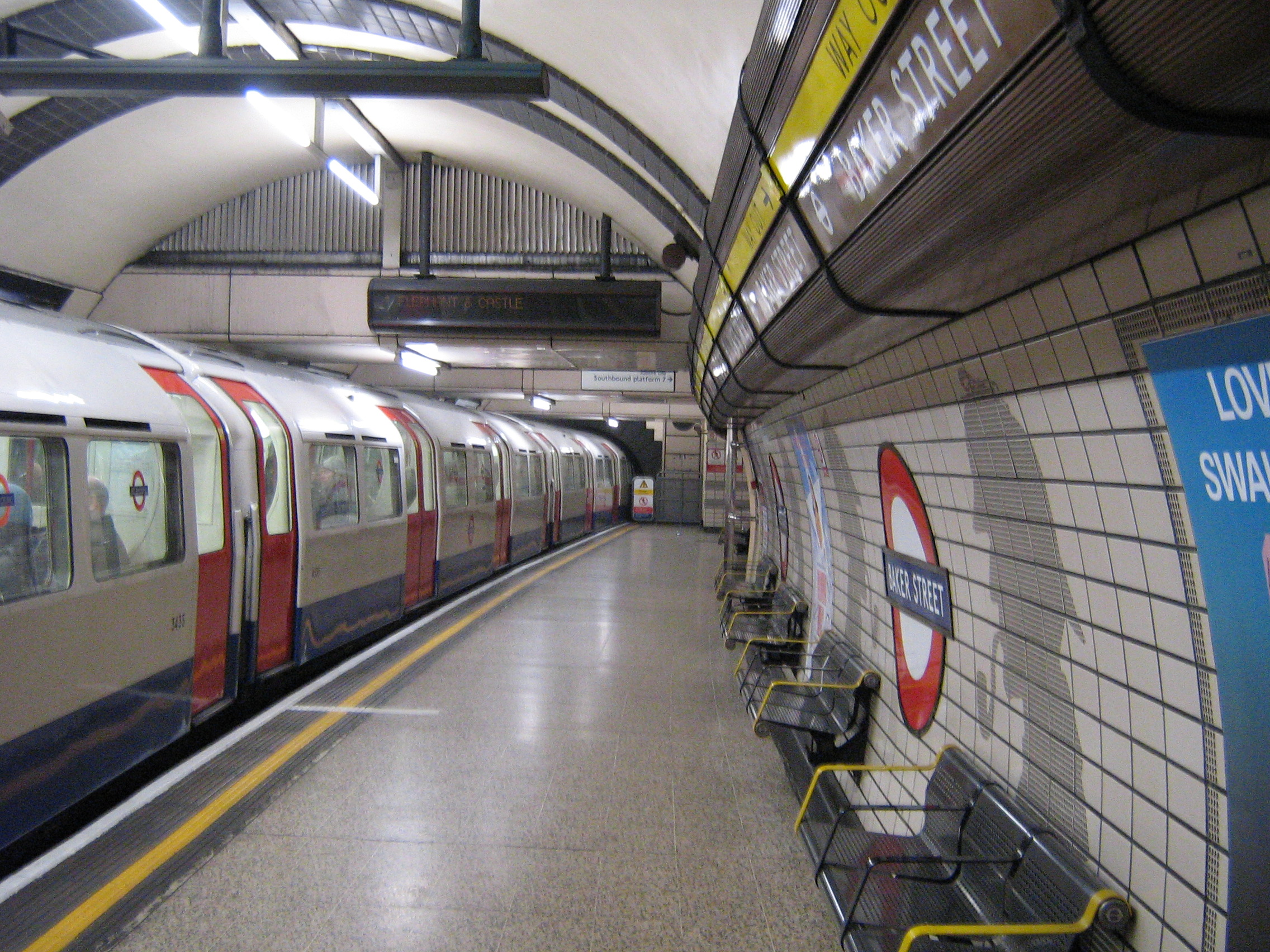
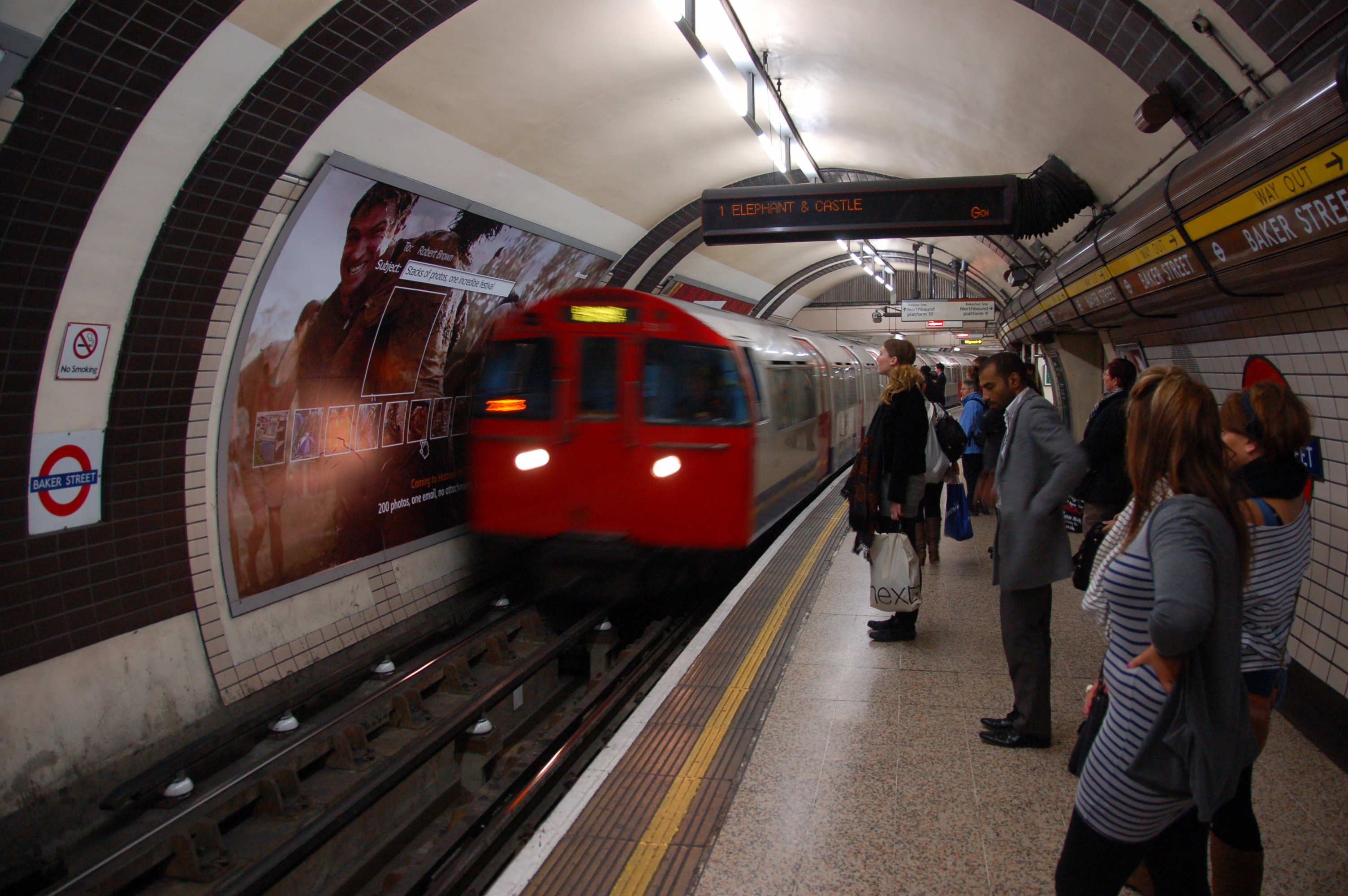